# Hebreos 10

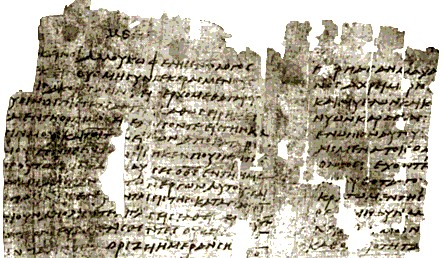
Epístola a los Hebreos 2:14-5:5; 10:8-22; 10:29-11:13; 11:28-12:17 en el Papiro 13 (225-250 d.C.).

Hebreos 9 es el noveno capítulo de la Epístola a los Hebreos del Nuevo Testamento de la Biblia cristiana. El autor es anónimo, aunque la referencia interna a «nuestro hermano Timoteo» (Hebreos 13:23) provoca una atribución tradicional a Pablo, pero esta atribución se discute desde el siglo II y no hay pruebas decisivas de la autoría. Este capítulo contiene la exposición sobre el sacrificio efectivo de Cristo y la exhortación a continuar en fidelidad y expectación.

## Texto
El texto original fue escrito en griego koiné. Este capítulo está dividido en 39 Versículos.

### Testigos textuales
Algunos manuscritos antiguos que contienen el texto de este capítulo son:
- Papiro 46 (175-225; sólo faltan los versículos 21 y 31)[5]
- Papiro 13 (225-250; faltan los versículos 8-22, 29-39)[5]
- Códice Vaticano (325-350)
- Codex Sinaiticus (330-360)
- Codex Alexandrinus (400-440)
- Codex Ephraemi Rescriptus (~450; Versículos 1-23 existentes)
- Codex Freerianus (~450; existen los versículos 5-8,16-18,26-29,35-38)
- Codex Claromontanus (~550)
- Codex Coislinianus (~550; versículos existentes 1-7, 32-38)
- Papiro 79 (siglo VII; existen los versículos 10-12, 28-30)

### Referencias del Antiguo Testamento

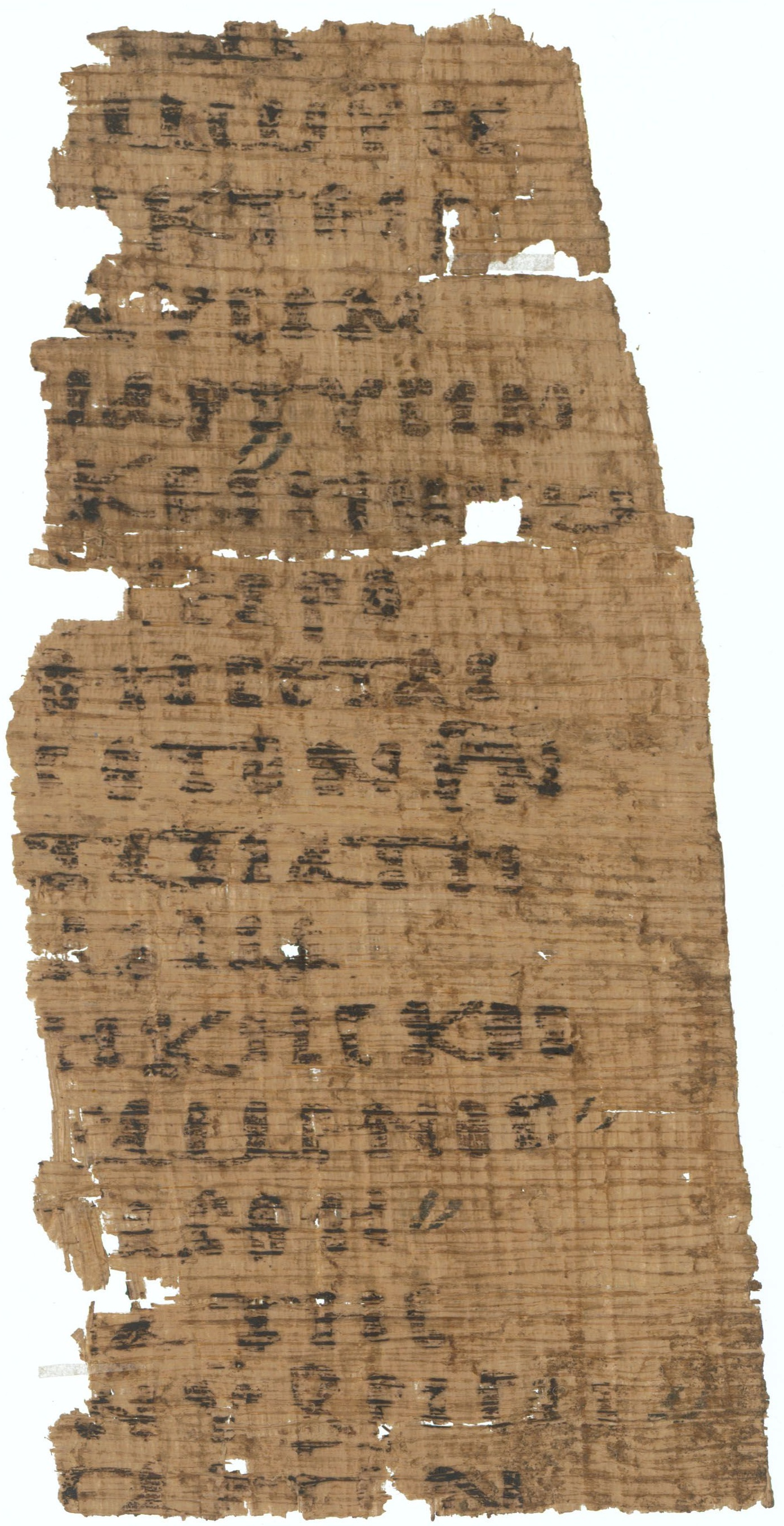
Epístola a los Hebreos 10,10-12 en el lado anverso del Papiro 79 (siglo VII)

## Advertencia y aliento (10:24-39)

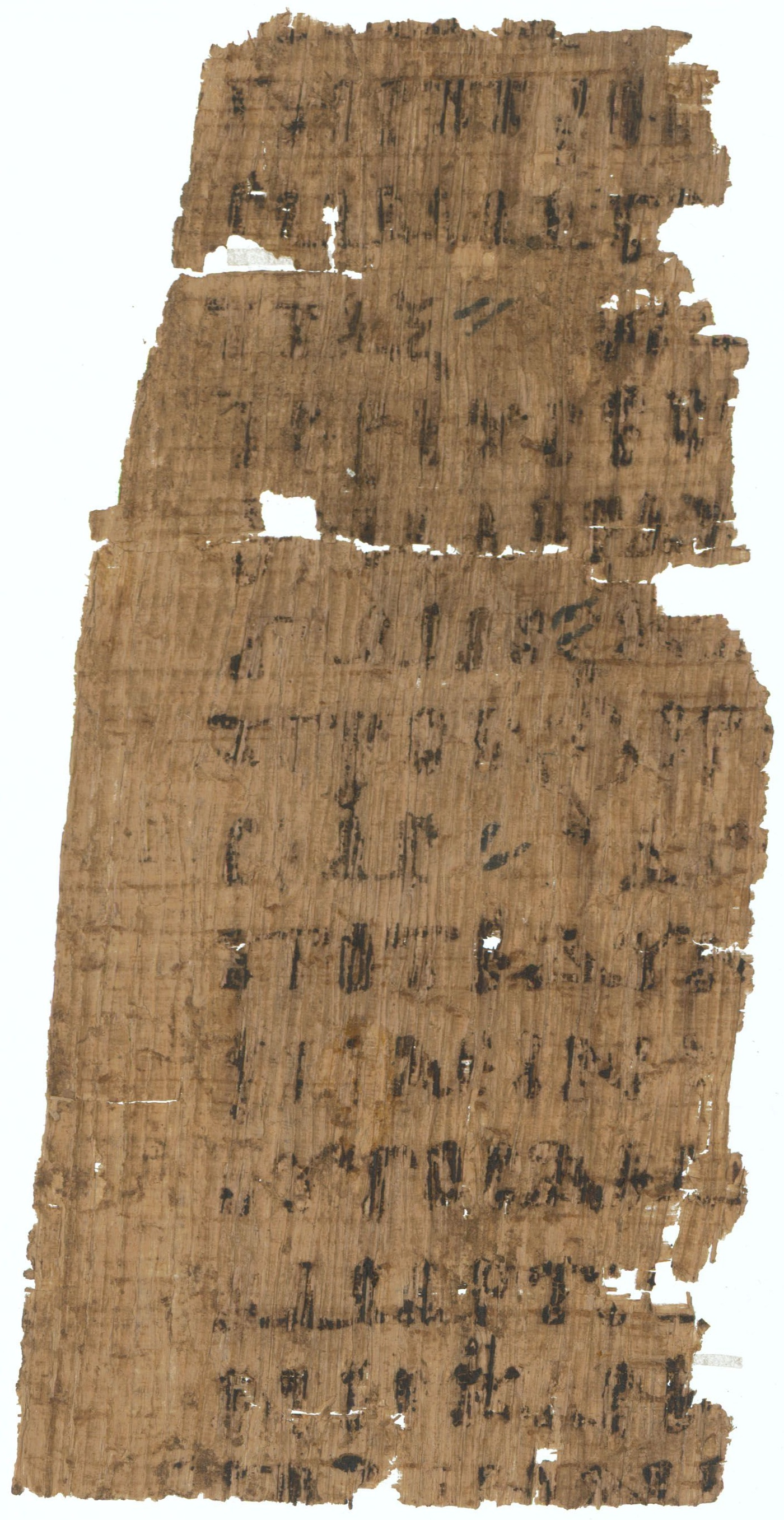
Epístola a los Hebreos 10:28-30 en el verso del Papiro 79